# 7,5 cm Panzerabwehrkanone 40
A 7,5 cm Panzerabwehrkanone 40 (rövidítve 7,5 cm Pa.k. 40 vagy 7,5 cm Pak 40, magyarul 7,5 cm-es páncéltörő löveg 40) egy német 7,5 cm-es páncéltörő löveg volt, melyet 1939-1941 között fejlesztettek ki a Rheinmetall-nál és a második világháború alatt használtak. A PaK 40 és a járműbe szerelt testvére, a KwK 40 és a StuK 40 a páncéltörő ágyúk gerincét alkották a világháború későbbi részében.

## Történet
A PaK 40 fejlesztése 1939-ben kezdődött, amikor mind a Krupp, mind a Rheinmetall vállalatokat megbízták egy 7,5 cm-es páncéltörő ágyú kifejlesztésével. A projekt fontossága a kezdetekben alacsony volt, de a Barbarossa hadművelet alatt 1941-ben erősen páncélozott orosz tankok jelentek meg, mint a KV–1, növelte a projekt fontosságát. Az első lövegeket 1941 novemberében szállították. 1943-ra a PaK 40 a német páncéltörő tüzérség alapfegyvere lett.
A PaK 40 a német hadsereg szabványfegyvere maradt a háború végéig, és a németek szövetségeseit is felfegyverezték vele. Néhány zsákmányolt darabot használt a Vörös hadsereg is. A háború végén a PaK 40 szolgálatban maradt néhány európai hadseregben, beleértve Albániát, Bulgáriát, Csehszlovákiát, Finnországot, Magyarországot, Norvégiát és Romániát.
Hozzávetőleg 23 500 darabot gyártottak és nagyjából további 6000 darabot használtak páncélvadászok felfegyverzésére. A fegyver gyártási költsége 12 000 RM volt és 2000 munkaórát vett igénybe az előállítása. A könnyebb automata verziót, nagy kaliberű fedélzeti ágyúként használták repülőgépeken. Ilyen fegyverzettel szerelték a BK 7,5 a Henschel Hs 129B–3 földi támogató repülőgépet, valamint a Junkers Ju 88P–1-et.

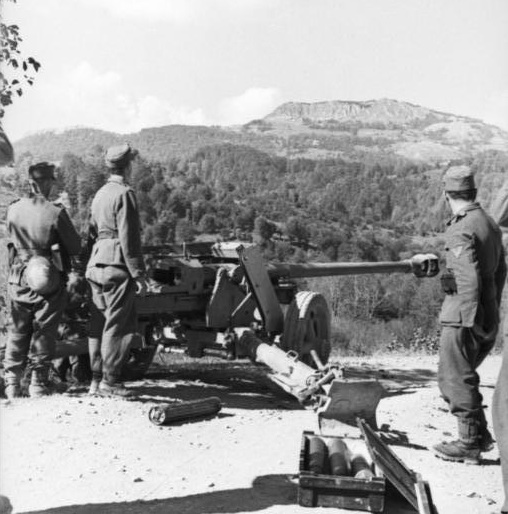
7,5 cm Pak 40 Albániában 1943

## Teljesítmény

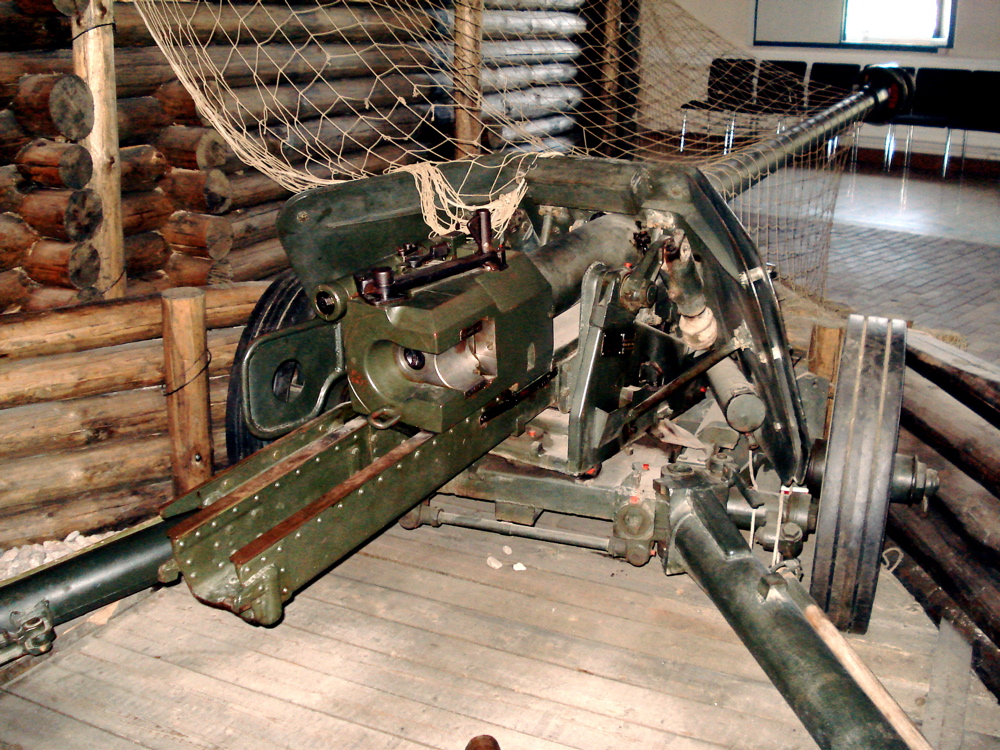
Finn PaK 40

A fegyver hatásos volt majdnem minden szövetséges harckocsi ellen a háború végéig. A PaK 40 sokkal nehezebb volt, mint a PaK 38, ami csökkentette a mobilitását olyan helyeken, ahol nehéz, vagy egyáltalán lehetetlen volt tüzérségi vontató nélkül a helyszínre szállítani.
A PaK 40, amely alapvetően a PaK 38 feljavított változata volt, Oroszországban mutatkozott be, ahol szükség volt egy olyan lövegre, ami képes felvenni a harcot a legújabb szovjet harckocsikkal. A löveget ugyanarra a kis teljesítményű APCBC, HE és HL lövedékek tüzelésére tervezték, mint amelyeket a hosszú csövű KwK 40 harckocsilövegekhez szabványosítottak. Ezen felül volt egy APCR lövedék is a PaK 40 löveghez, amit igen ritkán használtak.
A fő különbségek a lövedékek között, melyeket a német 7,5 cm-es lövegekhez használtak, a hosszúság és a lövedék hüvelyének alakja volt. A 7,5 cm KwK 40 töltényhüvelye kétszer olyan hosszú volt, mint a 7,5 cm KwK 37 (rövid csövű 7,5 cm) tölteté, a 7,5 cm PaK 40 lövedéke pedig háromszor olyan hosszú volt, mint a 7,5 cm KwK 40 lövegé.
A hosszabb töltényhüvely lehetővé tette nagyobb töltet használatát és magasabb csőtorkolati sebességet biztosított az APCBC lövedékek számára. A csőtorkolati sebesség nagyjából 790 m/s volt (ellenben az L/43 7,5 cm lövedék 750 m/s sebességével). Ez a csőtorkolati sebesség egy évvel a fegyver bevezetését követően vált elérhetővé. Ugyanebben az időben a Panzer IV 7,5 cm KwK 40 L/43 lövege és a közel azonos Sturmkanone (StuK) 40 L/43 fejlesztését megkezdték a 48 kaliberhosszúságú vagy L/48 lövegcsővel, amely a szabvány maradt a háború végéig.
A harcmezőn aggasztó számú L/48 töltényhüvely helytelenül távozott a fegyver félautomata závárzatából, főleg az első lövésnél (járművekben). A töltényhüvely újratervezése helyett a töltet mennyiségét csökkentették mindaddig, amíg a probléma meg nem szűnt. Az új töltet csökkentette a csőtorkolati sebességet 750 m/s-ra, amit 10 m/s-al volt nagyobb mint az eredeti L/43-as verzió. Figyelembe véve a közepes változékonyságot a nagy lövedék csőtorkolati sebességnél egy adott lövegnél, ez gyakorlatilag elhanyagolható eredmény. Az első formális dokumentáció 1943 május 15-én kelt a döntésről ("7,5 cm Sturmkanone 40 Beschreibung"), amely leírja az L/43 és az L/48 lövegek összehasonlítását. Az összegzés nagyon kicsi különbséget mutat a lövegek között, ami azt jelentette, hogy a fejlesztés csak minimális előnnyel jár. Minden további hivatalos prezentáció a KwK 40 L/48 lövegről ("Oberkommando des Heeres, Durchschlagsleistungen panzerbrechender Waffen") 750 m/s csőtorkolati sebességet mutat.
Ismeretlen okok miatt néhány 7,5 cm APCBC lövedéket úgy gyártottak, hogy a töltet 770 m/s csőtorkolati sebességet produkáljon.

## KwK 40 löveggel felszerelt harckocsik
- PzKpfw IV Ausf. F2 – G - 7,5 cm KwK 40 L/43
- PzKpfw IV Ausf. H – J - 7,5 cm KwK 40 L/48

## StuK 40 löveggel felszerelt rohamlövegek
- Stug III Ausf. F - 7,5 cm StuK 40 L/43
- Stug III Ausf. F/8 – G - 7,5 cm StuK 40 L/48
- Stug IV - 7,5 cm StuK 40 L/48

## PaK 40 löveggel felszerelt páncélvadászok
- Marder II - 7,5 cm PaK40 L/46
- Marder III - 7,5 cm PaK 40 L/46
- 7,5 cm Pak 40/1 auf Lorraine Schlepper(f) - 7,5 cm PaK 40 L/46
- 7,5 cm PaK 40 (SF) PanzerJäger RSO - 7,5 cm PaK 40 L/46
- 7,5 cm PaK 40 auf GW FCM - 7,5 cm PaK 40 L/46

## PaK 40 löveggel felszerelt páncélautók
- SdKfz 234/4 auf 7,5 cm PaK 40 - 7,5 cm KwK 40 L/46
- SdKfz 251/22 - 7,5 cm PaK 40 L/46

## Fő tulajdonságok
- Kaliber: 7,5 cm L/46

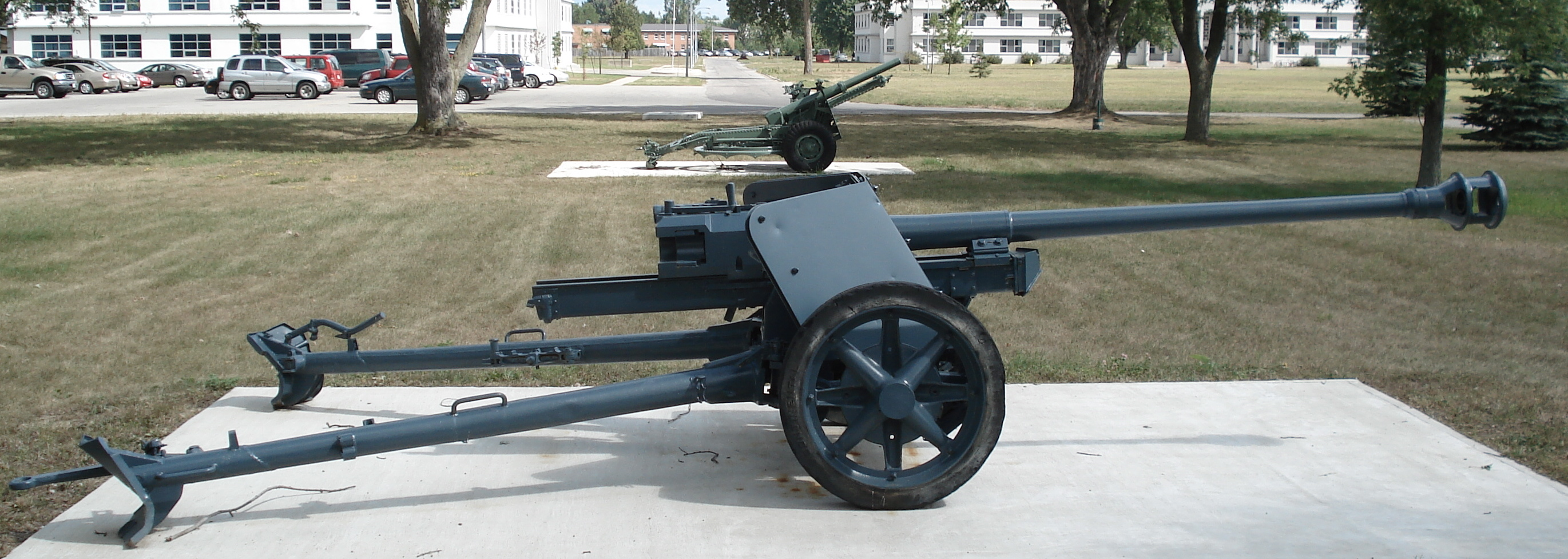
Német PaK 40 7,5 cm páncéltörő löveg

- Huzagolás: 32 vájat, jobb irányú erősödő csavarodású, 1/24-től 1/18-ig
- Hossz: 6,2 m
- Csőhossz: 3.45 m
- Szélesség: 2 m
- Magasság: 1,25 m
- Tömeg: (tűzkészen): 1425 kg
- Oldalirányzás: 65°
- Magassági irányzás: -5° + 22°
- Tűzgyorsaság: 14 lövés/perc
- Csőtorkolati sebesség:
  - 933 m/s (volfrám-karbid magvas lövedék)
  - 792 m/s (szabvány páncéltörő lövedék)
  - 548 m/s (HE lövedék)
- Hatásos lőtávolság: 1800 m
- Maximális lőtávolság: 7678 m (HE lövedék)
- Töltet súlya: 3,18 kg-tól 6,8 kg-ig
- Páncélátütő képesség (90°) 500 méteren:
  - 132 mm (szabvány páncéltörő lövedék)
  - 154 mm (volfrám-karbid magvas lövedék)

## Fordítás
- Ez a szócikk részben vagy egészben  a(z)   7.5 cm Pak 40 című angol Wikipédia-szócikk fordításán alapul.  Az eredeti cikk szerkesztőit annak laptörténete sorolja fel. Ez a jelzés csupán a megfogalmazás eredetét és a szerzői jogokat jelzi, nem szolgál a cikkben szereplő információk forrásmegjelöléseként.